# Echoortung (Tiere)

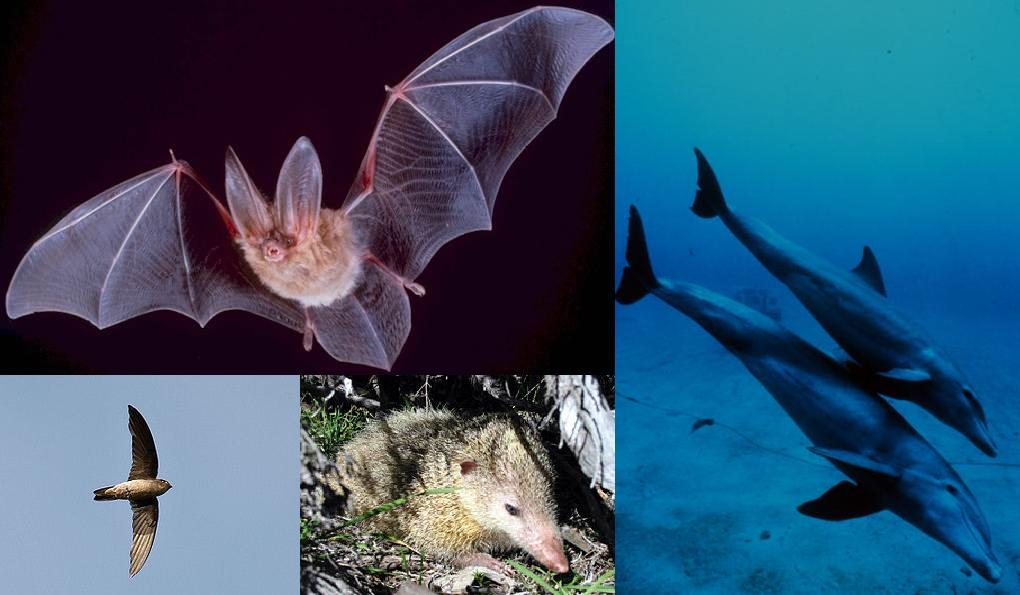
Beispielhafte Vertreter echoortender Tiergruppen. Im Uhrzeigersinn: Townsend-Langohr (Corynorhinus townsendii), Großer Tümmler (Tursiops truncatus), Großer Tenrek (Tenrec ecaudatus), Schwarznestsalangane (Aerodramus maximus)

Echoortung bei Tieren, auch Biosonar genannt, ist eine von Tieren angewandte Sonderform der Echoortung. Sie dient der Orientierung eines Tieres im Raum, indem es aktiv Schallwellen aussendet, und anschließend das Echo aufnimmt und auswertet. Diese Fähigkeit ist besonders ausgeprägt bei Fledermäusen, die so Insekten orten, ebenso bei Zahnwalen, die mit der Echoortung Fischen nachstellen. In primitiver Ausprägung findet sich Echoortung bei einigen Insektenfressern und Vögeln. Die Echoortung ermöglicht die Orientierung auch bei eingeschränktem oder fehlendem Sehsinn, in lichtarmen Lebensräumen oder in der Nacht.

## Forschungsgeschichte
Der Italiener Lazzaro Spallanzani beobachtete 1793, dass Fledermäuse sich auch mit ausgestochenen Augen in der Dunkelheit orientieren können, und der Schweizer Louis Jurine bewies 1794 experimentell, dass Fledermäuse mit durch Wachs versiegelten Ohren in der Dunkelheit orientierungslos sind. Beide postulierten eine Verbindung zwischen Orientierung in der Nacht und dem Hörsinn, doch öffentlicher Zweifel von Georges Cuvier machte ihre Thesen bald vergessen. Ab 1938 begannen die Wissenschaftler Donald R. Griffin, George W. Pierce und Robert Galambos, die Orientierung der Fledermäuse im Dunklen zu studieren. Entscheidend bei ihren Untersuchungen erwiesen sich neu entwickelte piezoelektrische Kristalle, mit deren Hilfe Ultraschall in für den Menschen hörbare Frequenzen gewandelt werden kann. Griffin und seine Kollegen klärten den Ortungsmechanismus auf und prägten den Begriff Echoortung (englisch echolocation). Echoortung bei Zahnwalen wurde 1947 erstmals vermutet und 1960 experimentell bestätigt.

## Allgemeines

Schema einer echoortenden Fledermaus

Alle echoortenden Tiere nutzen das gleiche Prinzip: Sie senden Schallwellen aus, diese werden von Objekten in der Umgebung reflektiert und das Echo vom Ohr aufgenommen. Das Gehirn verarbeitet die Informationen zu einem Bild der Umgebung und ermittelt die relative Position des Tieres zu umgebenden Objekten. Dazu werden meist hochfrequente, oft im Ultraschall liegende Laute verwendet, da diese durch ihre kurze Wellenlänge auch von kleinen Objekten zurückgeworfen werden und eine höhere Auflösung ermöglichen. Ein echoortendes Tier muss daher in der Lage sein, hochfrequenten Schall wahrzunehmen. Die relative Lage eines Objekts kann durch zwei grundlegende Parameter bestimmt werden: Entfernung und Richtung. Schall bewegt sich mit Schallgeschwindigkeit {\displaystyle c_{\text{S}}} fort – aus der Differenz der Zeit zwischen Ausstoß des Schallsignals und Ankunft des Echos {\displaystyle \Delta t} kann das Tier auf die Distanz {\displaystyle d} zum Objekt schließen:
{\displaystyle d=c_{\text{S}}{\frac {\Delta t}{2}}}
Die Lokalisation der Richtung (Hörereignisrichtung) wird durch räumliches Hören ermittelt, ohne dabei Schallwellen auszusenden. Das Vorgehen hierbei unterscheidet sich von Tiergruppe zu Tiergruppe.
Dagegen erfordert Echoortung eine sehr schnelle Erregungsleitung im Nervensystem, da ein echoortendes Tier in kurzer Zeit zahlreiche Signale verarbeiten muss und zur genauen Bestimmung von Entfernungen exakte Zeitunterscheidungen nötig sind.
Die Echoortung entstand bei mehreren Tiergruppen unabhängig voneinander (konvergent). Obwohl sie dazu verschiedene Organsysteme nutzen, zeigt sich trotz nur entfernter Verwandtschaft eine starke Ähnlichkeit im Protein Prestin von Zahnwalen und Fledermäusen. Prestin ist für die Empfindlichkeit und die Anpassung an bestimmte Frequenzen des Ohres verantwortlich.

## Systeme zur Echoortung

### Fledertiere

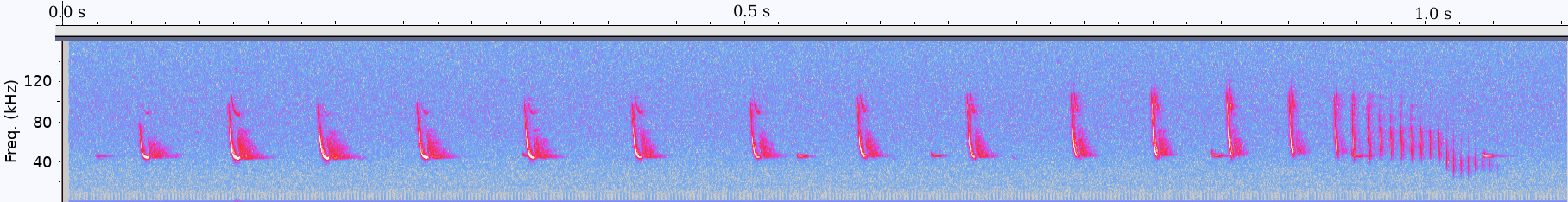
Spektrogramm: Rufe einer Zwergfledermaus (Pipistrellus pipistrellus) während der Jagd. Unmittelbar (150 Millisekunden) vor dem Beutekontakt werden Rufabstand und -dauer stark verkürzt (Feeding Buzz). Die Hauptfrequenz der Rufe liegt für diese Art typisch bei ca. 45 kHz. Die zugehörige, 20fach gedehnte Aufnahme kann als Audiodatei angehört werden:
mini

Fledermäuse (Microchiroptera) erzeugen im Kehlkopf Ortungslaute im Frequenzbereich von je nach Art 8–160 kHz. Diese verlassen meist über die Mundöffnung den Körper, bei einigen Gruppen wie etwa den Hufeisennasen (Rhinolophidae) jedoch über die Nase. Bei solchen Fledermäusen fokussieren besondere Auswüchse der Nase den Schall. Zum Auffangen des Echos besitzen Fledermäuse ein hoch entwickeltes Ohr und große Ohrmuscheln. Die vertikale Ausrichtung des Objekts zur Fledermaus bestimmen die Fledermäuse entweder durch vom Tragus verursachte Interferenzen oder durch das voneinander unabhängige Aufrichten und Absenken der Ohrmuscheln. Die horizontale Herkunft des Echos ermitteln Fledermäuse durch den Unterschied von Ankunft und Signalstärke zwischen beiden Ohren. Fledermäuse passen ihre Ortungsrufe der Entfernung ihrer Beute an: Um entfernte Beute zu entdecken, stoßen sie schmalbandige (wenige Frequenzen enthaltende), lange Töne aus. In der Nähe werden breitbandige (viele Frequenzen enthaltende), weniger als 5 ms dauernde Rufe genutzt, die eine sehr exakte Lokalisation ermöglichen. Auf diese Weise frequenzmodulierende Fledermäuse werden als FM-Fledermäuse (frequency modulated) bezeichnet. Einige Fledermäuse nutzen nur gleichbleibende Frequenzen, sie werden als CF (constant frequency) klassifiziert. Der Mittelohrmuskel der Fledermäuse kontrahiert beim Rufen – Fledermäuse müssen also ihre Rufe kurz halten. Sonst wäre ihr Mittelohrmuskel bei Ankunft des Echos noch gespannt, die Fledermaus also taub. Bei vielen Arten ist die Echoortung so weit entwickelt, dass die Größe und Beschaffenheit eines Beutetieres sehr exakt bestimmt werden kann. Die Entfernung können einige Arten durch Zeitunterscheidungen von offenbar nur 10–12 ns sehr genau ermitteln. Echoortende Fledermäuse entwickeln mit der Zeit durch Echoortung ein räumliches Gedächtnis. Sie haben also ein dreidimensionales Bild ihres Lebensraums „im Kopf“ und können sich damit orientieren, auch wenn sie keine Ortungslaute ausstoßen.
Bei den nahe verwandten Flughunden (Megachiroptera) besitzt nur die Gattungsgruppe der Rosettenflughunde die Fähigkeit zur Echoortung. Diese Flughunde produzieren ihre Laute nicht im Kehlkopf, sondern erzeugen mit ihrer Zunge Klickgeräusche von 0,6–1 ms Dauer und Frequenzen von 12–70 kHz.

### Zahnwale

Schnitt durch den Kopf eines Zahnwals (hier ein Delfin)

Es gibt mehrere Theorien zur Schallerzeugung bei Zahnwalen. Dabei hat sich bis heute noch keine vollends bestätigt. Die wichtigsten Theorien über die Erzeugung des Schalls und dessen Weiterleitung ins Wasser sind die Kehlkopftheorie und die Nasalsack-Theorie, wobei letztere die detailliertere und die wohl wahrscheinlichste ist. Demnach sieht der Ablauf der Schallerzeugung folgendermaßen aus:
Zahnwale (Odontoceti) erzeugen Laute mit einem Komplex aus Stimmlippen (phonic lips) und fettgefüllten Säcken (dorsal bursae), die sich in den Nasengängen bzw. deren Nähe befindet. Das so erzeugte Geräusch wird in die Melone geleitet, ein fettreiches Organ über dem Oberkieferknochen, das die Rundung der Stirn von Zahnwalen bedingt. Sie fokussiert den Schall. Es gibt zwei Arten von Echoortungslauten: Whistling und non-whistling. Whistling-Zahnwale stoßen schnelle Serien von klickartigen, kurzen und schnell abnehmenden Lauten von 40–70 µs Dauer, sehr hohen Frequenzen (beim Schweinswal (Phocoena phocoena) z. B. 120–145 kHz) und bis zu 225 dB aus. Nur sehr wenige Arten der Zahnwale sind non-whistling, stoßen zur Ortung also Laute von 120–200 µs Dauer und oft geringerer Frequenz als 10 kHz aus. Das Echo fängt mangels Ohrmuscheln der hintere Teil des Unterkiefers auf. Er überträgt den Schall auf das anliegende Mittel- und Innenohr, die Frequenzen von über 100 kHz wahrnehmen können. Zwischen dem Auffangen des Schalls und der Erregung des Hirnstamms vergehen nur 7–10 µs, wofür eine extrem schnelle Nervenleitung sorgt, die trotz längerer Wege im Zahnwalkopf die Geschwindigkeit der Erregungsleitung einer Ratte übertrifft. Zahnwale haben keine Ohrmuscheln, können aber dennoch räumlich hören, da sie das Echo eines direkt vor ihnen liegenden Gegenstands am besten erreicht und der Schallstrahl nicht homogen ist, äußere Schallwellen also anders beschaffen sind als die im Zentrum des Schallstrahls. Auf diese Weise verfolgen Zahnwale ihre Beute, meistens Fische. Reichweite und Genauigkeit der Echoortung bei Zahnwalen sind nur mangelhaft erforscht: In Versuchen konnten Große Tümmler (Tursiops truncatus) auf 113 m Entfernung in 50 % der Fälle ein Objekt entdecken. Auch können Zahnwale höchstwahrscheinlich verschiedene Fischarten aus verschiedenen Richtungen richtig bestimmen. Wie auch Fledermäuse passen Zahnwale ihre Rufe der Entfernung zur Beute an; im Vergleich zu Fledermäusen sind ihre Ortungssignale aber generell deutlich kürzer, um bei der hohen Schallgeschwindigkeit im Wasser eine hohe Auflösung beizubehalten.

### Sonstige Tiere

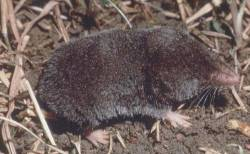
Eine amerikanische Spitzmaus Blarina brevicauda mit schlechtem Seh- und Geruchssinn, die sich durch Ultraschalllaute orientiert.

Einige weitere Tiergruppen nutzen einfache Formen der Echoortung, unter anderem Spitzmäuse (Gattungen Sorex und Blarina), Tenreks, Ratten, Schlitzrüssler (Solenodon), der Fettschwalm (Steatornis caripensis) sowie einige Segler, insbesondere Salanganen, die oft in dunklen Höhlen übernachten.
Im Vergleich zu Fledermäusen sind die Ultraschalltöne von Spitzmäusen leiser, multiharmonisch und nutzen ein breiteres Spektrum. Auch sind sie frequenzmoduliert. Spitzmäuse können sich auf diese Weise wohl nur im Nahbereich orientieren.
Viele Tierarten kommunizieren im Ultraschallbereich, scheinen das Gehör jedoch nicht zur Echoortung zu nutzen. Mäuse beispielsweise hören Töne im Spektrum bis zu 100 kHz.
Auch Menschen können lernen, sich durch Echoortung zu orientieren (Menschliche Echoortung).

## Gegenstrategien von Beutetieren
Um der Echoortung durch Fledermäuse zu entgehen, entwickelte sich in mindestens sechs Ordnungen der Insekten die Fähigkeit zur Wahrnehmung von Ultraschall, womit sie die Möglichkeit zur Flucht vor Fledermäusen haben. Dies erfolgt über das Tympanalorgan. Oft kommt es zu einer Art evolutionärem Wettrennen um Fähigkeiten zum Hören und Ausstoßen von Signalen (Koevolution) – einige Bärenspinner (Arctiidae) können sogar selber Ultraschall ausstoßen, um Fledermäuse in der Echoortung zu stören. Nur von wenigen Fischen ist bekannt, dass sie Ultraschall wahrnehmen und auf ihn mit Flucht reagieren, z. B. der Maifisch (Alosa alosa) und einige weitere Heringsartige. Für mehrere Heringsartige wurde diese Fähigkeit jedoch experimentell widerlegt.

## Belege
1. 1 2 3 4 5 6 7 8  
G. Jones: Echolocation. In: Current Biology. 15(13), 2005, S. 484–488.
2. 1 2  
W. W. L. Au: Echolocation. In: W. F. Perrin, B. Wursig, J. G. M. Thewissen (Hrsg.): Encyclopedia of Marine Mammals. 2. Auflage. Academic Press, 2008, ISBN 978-0-12-373553-9, S. 348–349.
3. ↑  
Y. Li, Z. Liu, P. Shi, J. Zhang: The hearing gene Prestin unites echolocating bats and whales. In: Current Biology. 20(2), 2010, S. 55–56.
4. 1 2 3  
E. Kulzer: Chiroptera, Fledertiere (Flughunde und Fledermäuse). In: W. Westheide, R. Rieger (Hrsg.): Spezielle Zoologie Teil 2: Wirbel- oder Schädeltiere. Spektrum Akademischer Verlag, 2004, ISBN 3-8274-0307-3, S. 575–585.
5. ↑  
M. Ulanovsky, C. F. Moss: What the bat's voice tells the bat's brain. In: PNAS. 105(25), 2008, S. 8491–8498.
6. ↑  
R. A. Holland, D. A. Waters, J. M. V. Rayner: Echolocation signal structure in the Megachiropteran bat Rousettus aegyptiacus Geoffroy 1810. In: The Journal of Experimental Biology. 207, 2004, S. 4361–4369.
7. ↑  
A. S. Frankel: Sound Production. In: W. F. Perrin, B. Wursig, J. G. M. Thewissen (Hrsg.): Encyclopedia of Marine Mammals. 2. Auflage. Academic Press, 2008, ISBN 978-0-12-373553-9, S. 1057–1071.
8. ↑  
Y. Yovel, W. W. L. Au: How Can Dolphins Recognize Fish According to Their Echoes? A Statistical Analysis of Fish Echoes. In: PLoS ONE. 5(11), 2010, S. e14054. doi:10.1371/journal.pone.0014054.
9. ↑  T. E. Tomasi: Echolocation by the Short-Tailed Shrew Blarina brevicauda. In: Journal of Mammalogy. 60. Jahrgang, Nr. 4, 1979, S. 751–9, doi:10.2307/1380190., JSTOR:1380190
10. ↑  B. M. Siemers, G. Schauermann, H. Turni, S. Von Merten: Why do shrews twitter? Communication or simple echo-based orientation. In: Biology Letters. 5. Jahrgang, Nr. 5, 2009, S. 593–596, doi:10.1098/rsbl.2009.0378, PMID 19535367, PMC 2781971 (freier Volltext).
11. ↑  
M. Wilson, H. B. Schack, P. T. Madsen, A. Surlykke, M. Wahlberg: Directional escape behavior in allis shad (Alosa alosa) exposed to ultrasonic clicks mimicking an approaching toothed whale. In: The Journal of Experimental Biology. 214, 2011, S. 22–29.